# Ghindăoani
Ghindăoani – wieś w Rumunii, w okręgu Neamț, w gminie Ghindăoani. W 2011 roku liczyła 1849 mieszkańców.